# Qafa e Malit
Qafa e Malit är ett bergspass i Albanien.   Det ligger i prefekturen Qarku i Shkodrës, i den norra delen av landet, 90 km norr om huvudstaden Tirana. Qafa e Malit ligger 971 meter över havet.
Terrängen runt Qafa e Malit är huvudsakligen kuperad, men norrut är den bergig.  Runt Qafa e Malit är det ganska glesbefolkat, med 27 invånare per kvadratkilometer.. 
Omgivningarna runt Qafa e Malit är en mosaik av jordbruksmark och naturlig växtlighet.